# Caxias Esporte Clube
O Caxias Esporte Clube é um clube de futebol da cidade de Vitória, no estado do Espírito Santo.

## História
Fundado em 6 de setembro de 1940 por integrantes da Polícia Militar do Estado do Espírito Santo, com apenas quatro anos de existência alcançou sua maior glória, com o título de campeão capixaba de 1944. Antes, já havia chegado ao terceiro lugar em 1943. Outro título importante foi a Taça Cidade de Vitória de 1970.
Em 1971, o clube licenciou-se das competições oficiais e voltou a disputa da Segunda Divisão Capixaba em 2009.

## Títulos

### Estaduais
- Campeonato Capixaba: 1944.
- Taça Cidade de Vitória: 1944, 1955 e 1970.
- Torneio Início do Espírito Santo: 1955 e 1961.